# Leschenaultia jurinioides
Leschenaultia jurinioides là một loài ruồi trong họ Tachinidae.